# Sarai Sánchez Castillo
Sarai Carolina Sánchez Castillo (28 de julio de 1981) es una ajedrecista venezolana que ostenta los títulos de Gran Maestra y Maestro Internacional (Masculino-Absoluto).

## Carrera
De 1998 a 2001, representó a Venezuela en el Campeonato mundial juvenil de ajedrez en diferentes grupos de edad. Su mejor resultado fue en 1995 donde ocupó el séptimo lugar en la categoría Sub-14 en Minas Gerais y en 1999 en Oropesa del Mar, donde ocupó el noveno lugar Sub-18. En 2001 en Cuzco fue la ganadora del Campeonato Panamericano de Ajedrez Femenino Sub-20. En 2007, en San Luis, ganó el Campeonato Panamericano de Ajedrez pero perdió un partido adicional contra Marisa Zuriel para clasificar al campeonato mundial. En 2008, en Nálchikk, participó en el Campeonato Mundial de Ajedrez Femenino 2008. En 2009, en Cali, obtuvo el tercer lugar en el Campeonato Panamericano Femenino de Ajedrez.
Sánchez participó en diez Olimpiadas Femeninas de Ajedrez (2000-2018) y ganó la medalla de bronce individual en 2006.
En 2007, recibió el título FIDE Gran maestra (WGM) y el título FIDE Maestra Internacional (IM) tres años después.